# Christian Petzold
Christian Petzold (Hilden, 14 de setembro de 1960) é um cineasta e roteirista alemão, considerado um dos principais expoentes do movimento cinematográfico contemporâneo conhecido como Escola de Berlim. Petzold recebeu, entre outros prêmios, o Urso de Prata de melhor diretor no Festival de Berlim, em 2012, pelo filme Barbara.

## Biografia
Petzold nasceu em Hilden, mas cresceu em Haan, uma cidade vizinha, no estado da Renânia do Norte-Vestfália, na Alemanha. Após a conclusão do Ensino Médio, cumpriu o serviço civil no pequeno cineclube da Associação Cristã de Moços local, em 1979, exibindo filmes para jovens com problemas familiares. Em 1981 mudou-se para Berlim, onde estudou teatro e letras alemães (Germanistik) na Universidade Livre de Berlim e, entre 1988 e 1994, cinema, na Academia de Cinema e Televisão (Deutsche Film und Fernsehakademie Berlin).
A sua estreia no cinema foi em 1995, com o filme Pilotinnen, que serviu como trabalho de conclusão de seu curso de graduação em cinema. Em 2005, seu filme Fantasmas (Gespenster) foi selecionado para a mostra competitiva do Festival de Berlim. Em 2007, Yella (Yella) recebeu a mesma honraria.
Petzold escreve os roteiros de seus próprios filmes, muitas vezes em cooperação com Harun Farocki, um ex-professor da Academia de Cinema e Televisão de Belim que exerceu grande influência em sua formação.
Enquanto os primeiros filmes de Petzold são geralmente associados a uma retomada do realismo e do cinema político, os filmes posteriores, a partir de A segurança interna (Die innere Sicherheit), destacam-se pela dualidade entre vida e morte. Em Fantasmas, a personagem principal leva a vida de um fantasma; em Yella, a personagem principal já está possivelmente morta desde o princípio do filme. Os três filmes formam a chamada trilogia-Fantasma, que não foi planejada pelo cineasta.
Em 2008 Pezold realizou Jericow (Jericow), seu quarto trabalho com a colaboração de Nina Hoss, após Toter Mann, Wolfsburg e Yella. O drama trata do retorno de um soldado do Afeganistão para a planície do norte da Alemanha. Ele se envolve em um caso amoroso com uma mulher casada. O filme foi selecionado para a mostra competitiva do Festival de Veneza de 2008. Além disso, Petzold foi indicado ao Deutscher Filmpreis de melhor diretor em 2009.
Embora Petzold seja reconhecido exclusivamente por seu trabalho como diretor de cinema, ele também dirigiu uma versão da peça teatral O caminho solitário (Der einsame Weg), de Arthur Schnitzler, no Deutsches Theater, em Berlim. A montagem estrou em 14 de março de 2009 e contou com a atriz Nina Hoss em seu elenco.
Em agosto de 2010 foram iniciados os trabalhos de filmagem do projeto Dreileben, do qual também participaram os cineastas Dominik Graf e Christoph Hochhäusler. Cada um contribuiu com um filme. Cada longa-metragem aborda, sob uma perspetiva diferente, um crime ocorrido em uma localidade denominada Dreileben, localizada no estado alemão da Turíngia. O filme de Petzold, Algo melhor do que a morte (Etwas besseres als den Tod), estreou com os outros dois na mostra Forum do Festival de Berlim de 2011 e foi fortemente aclamado pela crítica.
Em 2012, Petzold foi selecionado pela terceira vez para a mostra competitiva do Festival de Berlim, por seu filme Barbara (Barbara), novamente estrelado por Nina Hoss. O filme se passa na Alemanha Oriental, no ano de 1980, e narra a história de uma médica que é transferida para um hospital na zona rural após seu pedido para deixar o país ser negado pelo governo. Petzold recebeu o Urso de Prata de melhor diretor no festival e, no mesmo ano, foi também indicado para o prêmio Deutscher Preis nas categorias diretor e roteiro. Em 2013, ele foi condecorado com o prêmio Helmut-Käutner da cidade de Düsseldorf por “seu balanço intelectual e seu senso para histórias envolventes”, que “o [elevam] à condição de herdeiro de Käutner”.
Em setembro de 2014 foi lançado o filme Phoenix (Phoenix), que trata do holocausto e se passa no pós-guerra. O filme recebeu o prêmio da crítica internacional no Festival de Cinema de San Sebastián.

## Filmografia
| Ano  | Título original                                    | Título no Brasil                       | Título em Portugal | Estreia Mundial                                        | Estreia no Brasil                                                   | Estreia em Portugal                                                         |
| ---- | -------------------------------------------------- | -------------------------------------- | ------------------ | ------------------------------------------------------ | ------------------------------------------------------------------- | --------------------------------------------------------------------------- |
| 1995 | Pilotinnen (TV)                                    |                                        |                    | 6 de agosto de 1995 (Alemanha)                         |                                                                     |                                                                             |
| 1996 | Cuba Livre (TV)                                    |                                        |                    | 10 de novembro de 1996 (Alemanha)                      |                                                                     |                                                                             |
| 1998 | Die Bleischlafdiebin (telefilme)                   |                                        |                    | 2 de novembro de 1998 (Alemanha)                       |                                                                     |                                                                             |
| 2000 | Die innere Sicherheit                              | A segurança interna                    |                    | 1 de setembro de 2000 (Festival de Veneza, Itália)     |                                                                     |                                                                             |
| 2002 | Toter Mann (telefilme)                             |                                        |                    | 31 de maio de 2002 (Alemanha)                          |                                                                     |                                                                             |
| 2003 | Wolfsburg                                          |                                        |                    | 13 de fevereiro de 2003 (Festival de Berlim, Alemanha) |                                                                     |                                                                             |
| 2005 | Gespenster                                         | Fantasmas                              | Fantasmas          | 15 de fevereiro de 2005 (Festival de Berlim, Alemanha) |                                                                     |                                                                             |
| 2007 | Yella                                              | Yella                                  | Yella              | 14 de fevereiro de 2007 (Festival de Berlim, Alemanha) |                                                                     |                                                                             |
| 2008 | Jerichow                                           | Jerichow                               | Jerichow           | Setembro de 2008 (Festival de Veneza, Itália)          | 25 de setembro de 2009 (Festival do Rio)                            | 13 de setembro de 2012                                                      |
| 2011 | Dreileben - Etwas Besseres als den Tod (telefilme) | Dreileben - Algo melhor do que a morte |                    | 16 de fevereiro de 2011 (Festival de Berlim, Alemanha) |                                                                     |                                                                             |
| 2012 | Barbara                                            | Barbara                                | Barbara            | 11 de fevereiro de 2012 (Festival de Berlim, Alemanha) | 19 de outubro de 2012 (Mostra de São Paulo) / 11 de janeiro de 2013 | 31 de janeiro de 2013                                                       |
| 2014 | Phoenix                                            | Phoenix                                | Phoenix            | 5 de setembro de 2014 (Festival de Toronto, Canadá)    | 9 de julho de 2015                                                  | 13 de novembro de 2014 (Festival de Lisboa e Estoril) / 16 de abril de 2015 |
| 2015 | Polizeiruf 110: Kreise (telefilme)                 |                                        |                    | 28 de junho de 2015 (Alemanha)                         |                                                                     |                                                                             |
| 2016 | Polizeiruf 110: Wölfe (telefilme)                  |                                        |                    | 11 de setembro de 2016 (Alemanha)                      |                                                                     |                                                                             |

## Prêmios
- 1996: Festival de Cinema Max Ophüls (Filmfestival Max Ophüls Preis, da cidade de Saarbrücken): prêmio de fomento na categoria longa-metragem para Cuba Libre
- 2001: Prêmio da Crítica Cinematográfica Alemã (Preis der deutschen Filmkritik) de melhor filme para A segurança interna
- 2001: Deutscher Filmpreis de ouro na categoria Melhor filme para A segurança interna
- 2002: Prêmio de filme televisivo da Academia Alemã de Artes Cênicas (Deutsche Akademie der Darstellenden Künste) para Toter Mann
- 2002: Prêmio da Televisão Alemã (Deutscher Fernsehpreis) para Toter Mann
- 2003: Prêmio Adolf-Grimme para Toter Mann (dividido com Hans Fromm, Nina Hoss und Sven Pippig)
- 2003: FIPRESCI-Preis na mostra Panorama do Festival de Berlim por Wolfsburg
- 2004: Prêmio da Fundação DEFA para a promoção do cinema alemão
- 2005: Prêmio Adolf-Grimme de Ouro para Wolfsburg (dividido com Nina Hoss e Benno Fürmann)[11]
- 2005: Prêmio Findling da associação Filmkommunikation Verband para Fantasmas
- 2005: Prêmio da Crítica Cinematográfica Alemã (Preis der deutschen Filmkritik) de melhor filme para Fantasmas
- 2007: Prêmio da Crítica Cinematográfica Alemã (Preis der deutschen Filmkritik) de melhor filme para Yella
- 2008: Prêmio da Crítica Cinematográfica Alemã (Preis der deutschen Filmkritik) de melhor filme para Jerichow
- 2009: Prêmio da Cidade de Hof (Filmpreis der Stadt Hof) no Festival de Hof.
- 2011: Prêmio da Televisão Alemã (Deutscher Fernsehpreis) dividido com Dominik Graf e Christoph Hochhäusler na categoria Realização Notória de Ficção (Besondere Leistung Fiktion) para a trilogia Dreileben
- 2012: Urso de Prata de melhor direção do Festival de Berlim para Barbara
- 2012: Prêmio Grimme "Especial" para Dreileben dividido com Dominik Graf e Christoph Hochhäusler
- 2012: Deutscher Filmpreis de prata na categoria Melhor filme para Barbara
- 2012: Prêmio da Crítica Cinematográfica Alemã (Preis der deutschen Filmkritik) de melhor filme para Barbara
- 2013: Prêmio Helmut-Käutner (Düsseldorf)
- 2016: Prêmio especial de filme televisivo policial alemão (Deutscher Fernsehkrimipreis) pela direção de Polizeiruf 110: Kreise.